# 永瑋
永瑋（穆麟德轉寫：yung wei；1731年8月3日—1788年2月2日） ，清朝宗室，鑲藍旗人。祖父是康熙帝第二子胤礽，父亲是弘曣。
乾隆十五年（1750年）父亲弘曣逝世，襲奉恩輔國公。二十年，授散秩大臣。二十五年，授宗人府右宗人。二十六年，兼鑲藍旗漢軍副都統。二十七年，總理鑲紅旗覺羅學。三十年，管理正白旗蒙古都統事務。三十一年，授宗人府右宗正，尋充玉牒館總裁。三十四年，授宗人府左宗正。三十六年，調宗正。三十八年，授內大臣並總管左右翼宗學。四十年，授廣州將軍。四十四年，調黑龍江將軍。四十七年，調吉林將軍、盛京將軍。五十二年十二月，卒，諡恪勤。子綿佐再襲奉恩輔國公以示體恤宗室。